# Asan (Guam)
Asan-Maina is een dorp en gemeente op het Amerikaanse eiland Guam in de Grote Oceaan. De gemeente had in 2010 een bevolkingsaantal van 2.137 op een oppervlakte van 14,74 km², waarmee de bevolkingsdichtheid 157,19 inwoners per vierkante kilometer bedroeg.

## Geografie
Asan ligt op het middendeel van het eiland en grenst aan de Filipijnenzee. De gemeente heeft een oppervlakte van 14,74 km² en wordt omsloten door vijf andere gemeenten, namelijk de hoofdstad Hagåtña in het uiterste noordoosten, Agana Heights en Chalan-Pago-Ordot in het oosten, Yona in het zuiden en Piti in het westen.

## Demografie
Bij de census van 2010 telde de gemeente 2.137 inwoners. Ten opzichte van 2000 is dat ongeveer 2% minder, want toen bedroeg het inwoneraantal 2.090.